# Azienda Ospedaliera Universitaria Federico II
L'Azienda Ospedaliera Universitaria Federico II (meglio conosciuta come Policlinico di Napoli o anche detta Secondo policlinico o Nuovo policlinico per distinguerla dal primo policlinico di Napoli ubicato nel centro storico della città) è un policlinico universitario di Napoli gestito dall'Università Federico II.

## Storia
La costruzione, progettata da Carlo Cocchia e iniziata nei primi anni sessanta del XX secolo, terminò nel 1972. Nel 1995 diventa "azienda universitaria policlinico" e il 1º gennaio 2004 ha assunto l'attuale nome di "azienda ospedaliera universitaria" in seguito a un protocollo d'intesa stipulato nel 2003 tra l'Università degli Studi di Napoli Federico II e la Regione Campania.

## Caratteristiche

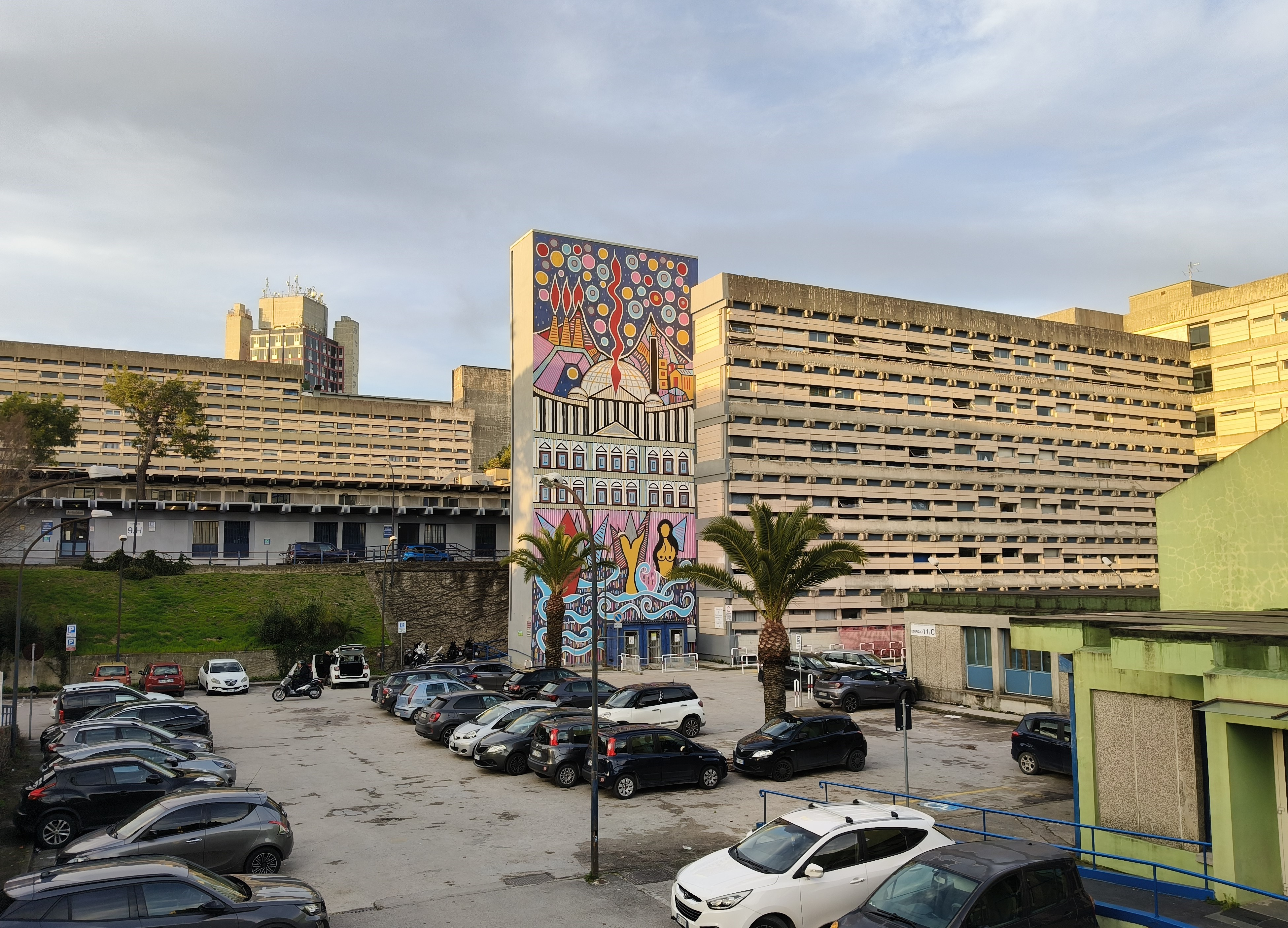
Alcuni edifici del policlinico. Sullo sfondo si intravede la 'Torre biologica'

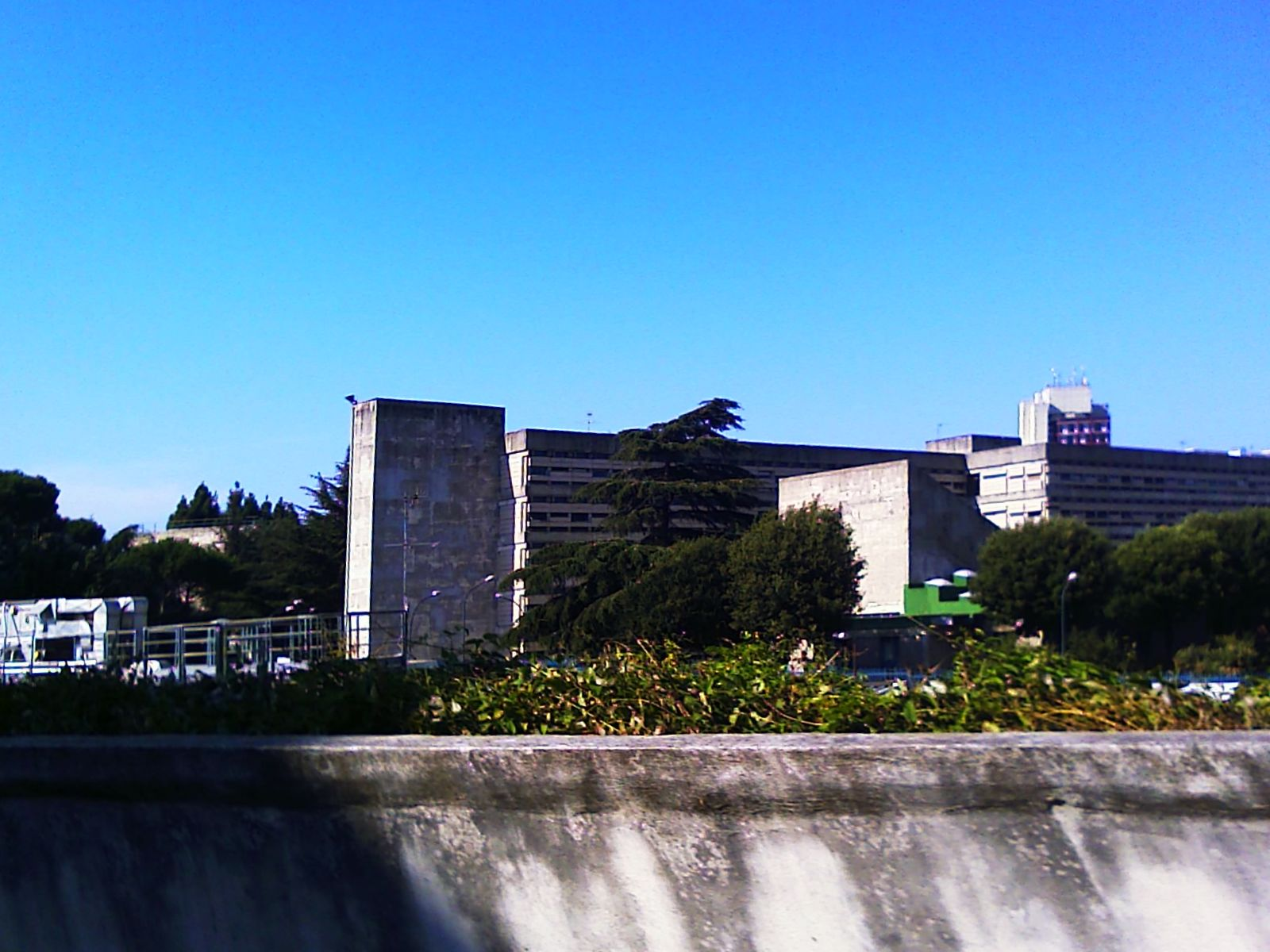
I nuovi padiglioni del Policlinico

Il complesso è costituito da numerosi padiglioni e un grattacielo, è sito nella zona ospedaliera, tra i quartieri Arenella e Chiaiano. La struttura si estende su una superficie di 440000 m² con 21 edifici a destinazione assistenziale, per un totale di 1 000 posti letto per ricoveri ordinari e 200 posti letto per day hospital. Il totale di impiegati, tra medici, infermieri, tecnici, ausiliari e amministrativi è di circa 3 400 unità.
Si tratta di un complesso ospedaliero integrato con la Scuola di Medicina e Chirurgia della Federico II le cui aule didattiche sono ubicate nel complesso stesso. Presenta diverse eccellenze e primati, tra cui il primo intervento di asportazione di tumore al pancreas in via laparoscopica in una bimba (di appena due mesi) in Italia.
Data l'estensione della struttura, è presente un servizio di navette interne che collegano i vari edifici che la compongono.

## Trasporti
La zona ospedaliera è servita dalle stazioni Policlinico e Rione Alto della linea 1 della metropolitana. La zona è altresì servita da uno svincolo della tangenziale di Napoli. Sono presenti i normali bus di linea sia urbani che extraurbani.